# Gneven
Gneven là một đô thị tại Ludwigslust-Parchim (trước thuộc huyện Parchim), bang Mecklenburg-Vorpommern, miền bắc nước Đức.